# Lanceoppia woodringi
Lanceoppia woodringi är en kvalsterart som beskrevs av Hammer 1968. Lanceoppia woodringi ingår i släktet Lanceoppia och familjen Oppiidae. Inga underarter finns listade i Catalogue of Life.